# Мартиросян, Мариам Петросовна
Мариа́м Петро́совна Мартирося́н (арм. Մարիամ Պետրոսի Մարտիրոսյան; род. 5 января 1925, село Дзитханков Талинского района Армянской ССР) — советский и армянский агроном

, передовик сельскохозяйственного производства. Первая женщина — Герой Социалистического Труда в Армении (1947). Депутат Верховного Совета СССР III созыва.

## Биография
Мариам Петросовна Мартиросян родилась 5 января 1925 года в селе Дзитханков (Дзитанков) Талинского района Армянской ССР (ныне Ширакской области Республики Армения), в семье рабочего. Семья Мариам Мартиросян с 1930 года работала в колхозе имени Будённого села Дзитханков.
В 1933 году Мариам Мартиросян поступила в среднюю школу. Однако во время Великой Отечественной войны, когда появилась необходимость обеспечения фронта хлебом, ей пришлось прервать учёбу в школе. Руководство колхоза имени Будённого села Дзитханков направило Мартиросян в Ереванский техникум механизации сельского хозяйства. После окончания техникума Мартиросян работала трактористкой в тракторной бригаде колхоза. После завершения войны Мартиросян поступила в 10-й класс средней школы и окончила её в 1945 году. В том же году она вступила в ВЛКСМ.
После окончания школы Мариам Мартиросян была направлена на работу в колхоз имени Будённого. Решением комсомольской организации в колхозе было организовано молодёжное звено высокого урожая, состоящая из девяти человек. Мартиросян стала звеньевой. Звену был предоставлен участок с площадью 10 гектаров. Несмотря на то, что почва на участке была сухой, каменистой и песчано-глинистой, звену под руководством Мариам Мартиросян удалось зарегистрировать высокие результаты. В колхозе был открыт агротехнический кружок, где работники звена усовершенствовали свои знания по обработке почвы. Учитывая важную роль севооборота для повышения урожайности пшеницы и следуя установленным для колхоза правилам севооборота, звено под руководством Мариам Мартиросян последовательно выполняло операции для получения лучшего урожая: вспашка, посев почвы; уничтожение почвенной корки; использование удобрений.
В августе 1946 года, с каждого гектара земли, было получено по 39,5 центнера пшеницы, вместо установленных 16 центнеров. Урожай звена по всем показателям опережал средний урожай колхоза: высота растений — 135 см, количество стеблей на кусте — 8, длина колоса — 9 см, количество зёрен в колосе — 42. Кроме того, это был самый высокий результат в Армянской ССР.
Указом Президиума Верховного Совета СССР от 19 марта 1947 года за получение высоких урожаев пшеницы в 1946 году Мариам Петросовне Мартиросян было присвоено звание Героя Социалистического Труда с вручением ордена Ленина и золотой медали «Серп и Молот». Мариам Мартиросян стала первой женщиной из Армении, а также первой среди работников сельского хозяйства Армении — Героем Социалистического Труда.
О передовом опыте Мариам Мартиросян в 1947 году была издана брошюра и написаны статьи, о её трудовом подвиге знали за пределами Советского Союза. В городе Чанчунь Китайской Народной Республики, встретив гостя из Армянской ССР, работницы города передали дары для Мариам Мартиросян. Этому событию посвятила стихотворение поэтесса Сильва Капутикян. Также Мариам Мартиросян было посвящено стихотворение Веры Звягинцевой. О трудовой деятельности Мариам Мартиросян были сняты документальные фильмы. В частности в 1947 году вышел фильм «Люди колхоза Дзитханкова», посвящённый соцсоревнованию Героя Социалистического Труда Мариам Мартиросян и орденоносца Офик Мадоян (режиссёр Г. Баласанян, в 1948 году вышла русская версия фильма).
В 1947 году Мариам Мартиросян поступила на агротехнический факультет Ереванского сельскохозяйственного института. В 1950 году была избрана депутатом Совета Национальностей Верховного Совета СССР III созыва. В 1951 году вступила в ВКП(б)/КПСС. Во время учёбы в Ереванском сельскохозяйственном институте познакомилась с Героем Советского Союза Арутюном Рубеновичем Мкртчяном (1922—2002) и вскоре вышла за него замуж. В семье родилось пять детей — Рубен, Карен, Арарат, Варсеник, Ани.
В 1952 году Мариам Мартиросян окончила агротехнический факультет Ереванского сельскохозяйственного института. По направлению Министерства сельского хозяйства Армянской ССР Мартиросян была назначена цветоводом-агрономом Ботанического треста исполкома Ереванского городского Совета. В конце 1953 года Мартиросян переехала в село Джрарат Эчмиадзинского района Армянской ССР и перешла на работу в качестве агронома в колхозе села Джрарат. В 1959 году была избрана секретарём партийной организации колхоза. В 1977 году была назначена председателем правления колхоза села Мецамор Эчмиадзинского района Армянской ССР, а в дальнейшем занимала должность председателя Джраратского сельсовета.

## Награды
- Герой Социалистического Труда (Указ Президиума Верховного Совета СССР от 19 марта 1947 года, орден Ленина и медаль «Серп и Молот») — за получение высоких урожаев пшеницы в 1946 году[14].

## Комментарии
1. ↑  В некоторых источниках источниках имя указывается как Майра́м.